# FACTA
『ザ・ファクタ』（FACTA）は、ファクタ出版株式会社（本社：東京都千代田区）が発行する、日本の総合情報誌（雑誌）である。日本経済新聞社元記者で、『月刊選択』出身の阿部重夫が編集長を務めた。現在、阿部は主筆となり、社長は宮嶋巌、編集長は宮崎知己。

## 概要
「選択」で編集長を務めた宮嶋巌が独立、2006年4月20日創刊。独自の取材に基づく日本の財界・経済界（主に銀行・証券系統）を題材にした疑惑（スキャンダル）や裏事情を誇示した記事の掲載に重点を置いている。他に政治・時事・宗教団体関係の批評・各種コラム記事などで構成されている。有料サイト「FACTAオンライン」を併設。「選択」同様、出版取次を通さず、年間定期購読制の月刊誌というスタイルとなっている。

## スクープとなった記事
- 山田洋行の疑惑を巡り、2007年6月号（2007年5月発売）で「山田洋行事件」を報道[4]。
- オリンパスの疑惑を巡り、2011年8月号（2011年7月発売）にて「オリンパス事件」を報道[5]。

## 問題となった記事
上記のようなスクープ記事を生み出している反面、他メディアが「裏取り」に時間をかけているタイミングで見切り発車的に記事を掲載したことが結果的に当たってしまっただけという部分もあり、逆に編集部側の見立てが外れた際には抗議や訴訟に発展したケースも複数存在する。
- 創刊時よりイオングループに纏わる批評記事を度々掲載しており、そのうち2010年6月号にてイオン銀行に自主廃業説という記事[6]が事実無根であるとしてイオン銀行が抗議し[7]、本誌同年8月号において同行の指摘を認める謝罪記事を掲載した[8]。
- 2012年1月号にて、野村證券が資金繰りに窮しているとの記事を報道し[9]、野村證券側からは、法的措置の対応も検討する構えであることを発表した[10]。
- 2012年9月号等におけるSBIホールディングスならびに北尾吉孝に対する名誉棄損にて、2014年2月14日に「ファクタ社らの裏付け取材は十分とはいえないもので、本件記事の内容はいずれも客観的資料に基づかない臆測の域を出ないものであったというほかはない」との東京高等裁判所が損害賠償をファクタに命じた[11]。
- 原発警備会社「ニューテック」会長の白川司郎が名誉を棄損されたとして提訴、2013年8月9日に東京地裁がファクタ社に賠償金の支払いを命じた[12]。
- 「田中英壽・日本大学理事長が暴力団と交際していた」「日大発注工事で不正」等とする記事を掲載、東京地裁は「記事内容が真実だと認められる証拠がない」として名誉棄損を認定、2016年2月5日ファクタ社に賠償金の支払いを命じた[13]。但し、この件は週刊文春2005年6月23日号も報じている。さらに田中英壽日本大学理事長は2021年11月、当該記事とは別の日大発注工事をめぐる背任事件捜査をきっかけに脱税容疑で逮捕されている。
- オリックス株式会社が「当社の監査法人さえ誤認する」等事実無根の記事を2009年6月号に掲載されたとして、名誉棄損に基づく損害賠償を2009年5月21日提訴した[14]。
- 「ヤクルト幹部らが反社会的勢力と関わりがある」との記事を2014年1月号に掲載、ヤクルトが名誉棄損による損害賠償請求を求めた結果、和解が成立し2015年4月20日にファクタが謝罪広告を掲載した[15]。